# Xnec2c
Az Xnec2c egy nagy teljesítményű, többszálú elektromágneses szimulációs csomag, amely antennák közeli és távoli mezőbeli sugárzási mintázatait modellezi Linux és UNIX operációs rendszereken.
Az xnec2c GTK grafikus függvénytárat használ a grafikus felhasználói felület megjelenítéséhez.
Az xnec2c nyílt forrású, szabad szoftver.

## Az xnec2c képességei

### Többszálú működés SMP gépeken
Az 1.0-s verzió óta az xnec2c többszálúan (elágaztatással) futtatható SMP gépeken frekvenciahurok-számítások végrehajtásakor. A többszálú működés a -j<n> opció használatával engedélyezhető, ahol n az SMP gép processzorainak száma. Az xnec2c n gyermekfolyamatot hoz létre, amelyekre delegálja a frekvenciafüggő adatok kiszámítását minden egyes frekvencialépéshez. Így az n frekvencialépéshez kapcsolódó adatok egyidejűleg kerülnek kiszámításra, és pipe-okon keresztül kerülnek továbbításra a szülőfolyamatnak, hogy azokat grafikus megjelenítés céljából tovább feldolgozzák. A gyermekfolyamatok a GTK inicializálása és indítása előtt jönnek létre, így csak a szülőfolyamat van a grafikus felülethez kötve. Így n+1 folyamat fut a -j opció használatakor, és a végrehajtás valamivel kevesebb, mint n-szer gyorsabb. Értelmetlen és kontraproduktív az n értékét nagyobbra megadni, mint a frekvenciahurok lépéseinek száma.

### Igény szerinti számítás
Mivel az xnec2c közvetlenül az azokat előállító függvényekből gyűjti össze a pufferekben megjelenítendő adatokat, nincs szükség kimeneti fájl létrehozására és elemzésére, és nincs szükség a program újrafuttatására, amikor bizonyos bemeneti adatok (jelenleg a frekvencia) megváltoznak, vagy amikor más kimeneti adatokra (erősítés, közeli terek, bemeneti impedancia stb.) van szükség. A frekvencia megváltoztatható a Fő és Sugárzási minta ablakokban található léptetőgombokkal, vagy a frekvenciaadatok ablak grafikon rajzolási területére kattintva. A mutató pozíciójának megfelelő frekvenciát ezután a megjelenített adatok újraszámításához használják.

### Beépített NEC2 bemeneti fájlszerkesztő

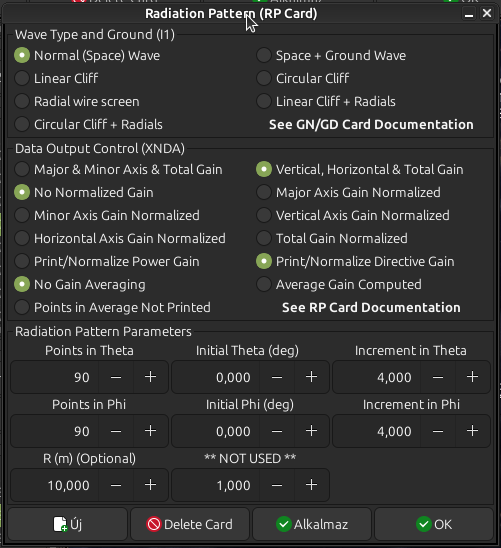
xnec2c - iránykarakterisztika-paraméterek megadása

Az Xnec2c beépített szerkesztővel rendelkezik az NEC2 bemeneti fájlokhoz. Az NEC2 "kártyákon" lévő adatok közvetlenül a fő szerkesztőablakban (fa nézet) vagy az egyes kártyatípusokhoz tartozó kényelmesebb, dedikált szerkesztőkben adhatók meg vagy szerkeszthetők. A szerkesztett adatok menthetők egy NEC2 bemeneti fájlba, és újratölthetők végrehajtásra, így a szerkesztés-végrehajtás-megjelenítés ciklus gyorsabb és kényelmesebb.

### Gyorsított lineáris algebra támogatása
A 4.3-as verzióban hozzáadtuk a gyorsított függvénytárak támogatását. A gyorsított matematikai függvénytárak, mint például az ATLAS, az OpenBLAS és az Intel MKL, felgyorsíthatják az xnec2c EM szimulációit, ha elérhetők a platformon. A függvénytár-észlelés részletei parancssorban érhetők el. 
A gyorsított működés opcionális, szükség esetén az eredeti NEC2 algoritmusokhoz tér vissza. A gyorsított függvénytár-támogatást Ubuntu, Debian, CentOS/RHEL és VOID Linux rendszereken tesztelték. Általánosságban elmondható, hogy ha a rendszerre feltelepíthetőek, és feltelepítik az adott függvénytárakat, akkor azokat észlelni fogja az xnec2c.

### Interaktív működés
Egy érvényes bemeneti fájl megnyitása után a főablak összes szokásos widgetje megjelenik a megfelelő működés érdekében. A bemeneti fájlban található NEC2 parancsok beolvasásra kerülnek, de nem hajtódnak végre, amíg a felhasználó nem kéri őket gombokon vagy menükön keresztül a megfelelő ablakokban.

### Felhasználói felület
Jelenlegi formájában az xnec2c három ablakkal rendelkezik a kimeneti adatok grafikus megjelenítéséhez: Amikor a -i <bemeneti fájl> kapcsolóval opcionálisan megadott bemeneti fájl nélkül indul el, a főablak a gomb- és menüwidgetek nagy részét rejtve tartja. Amikor egy érvényes bemeneti fájlt nyitnak meg, az összes rejtett widget megjelenik, és a struktúra a főablak rajzterület widgetjében rajzolódik ki. A Nézet menüből megnyithatók a sugárzási minta és a frekvencia kapcsolódó adatmegjelenítő ablakok, amelyeken megjeleníthető az erősítési minta vagy a Közeli E/H mezők, vagy a frekvenciával kapcsolatos adatok, például a bemeneti Impedancia, VSWR, maximum-antennanyereség, előre-hátra viszony, antennanyereség a néző irányában stb. Mind a fő ablakban, mind a sugárzási iránykarakterisztika ablakban találhatók gombok a szerkezet vagy a sugárzási karakterisztika rögzített látószögeinek kiválasztásához, valamint tekerőgombok a konkrét látószögek megadásához.

### Színkódolás
Az Xnec2c színkódolást használ az áram- vagy töltéseloszlás megjelenítésére a szerkezet szegmenseiben vagy foltjaiban, valamint az Erősítési minta vagy a Közeli E/H mezőmintázat megjelenítéséhez. A színkódolás a frekvenciával kapcsolatos adatok grafikonjainak tisztázására is szolgál. A fő és a sugárzási minta ablakban egy színkód csík látható.